# Промоутер

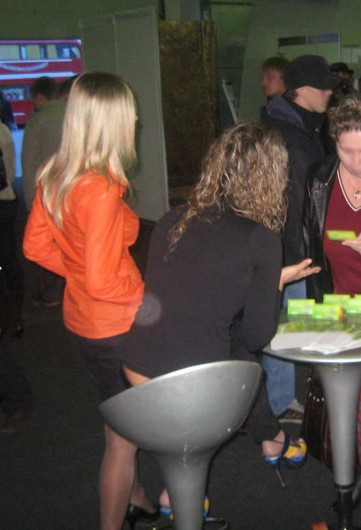
Дівчата-промоутери роздають брошури

Рекламі́ст — особа, що здійснює цілеспрямовану рекламу товару з метою його продавання. До них також відносяться наймані рекламні агенти, що беруть участь у різних акціях стимулювання збуту. Нижче наведено список завдань, які виконують промоутери: роздавання листівок, рекламних матеріалів, дегустація продукції, видача подарунків за покупку, консультування ЦА про конкретний продукт. Працюють промоутери частіше всього за промостійкою.
Промоутер (в боксі) (конкретна людина чи корпорація) — дійова особа в сучасному професійному боксі, уповноважена для вирішення всіх фінансових та організаційних питань проведення боксерських поєдинків. Завдання промоутера як спортивного діяча багато в чому полягає в допомозі боксерові для просування по рейтингах і виходу на чемпіонський бій. Наприклад загальновідомі боксерські промоутери Дон Кінг, — колишній промоутер Майка Тайсона, Клаус Пітер Коль — колишній промоутер братів Кличків.
Промоутер (у клубі) — клубний промоутер займається організацією та проведенням вечірок у нічних клубах на певних умовах. У його обов'язки входить підбір діджейського складу, розробка концепції та реклама.